# Пожога (Московская область)
Пожога — деревня в Шатурском муниципальном районе Московской области. Входит в состав Дмитровского сельского поселения. Население — 12 чел. (2013).

## Расположение
Деревня Пожога расположена в центральной части Шатурского района, расстояние до МКАД порядка 142 км. Высота над уровнем моря 155 м.

## Название
В письменных источниках деревня упоминается как Пожога. На «Специальной карте Европейской России» И. А. Стрельбицкого обозначена как Пажега.
Название связано либо с указанием на место лесного пожара либо с термином пожога — «росчисть под поле, где сожжён сваленный лес».

## История
Впервые упоминается в писцовой Владимирской книге В. Кропоткина 1637—1648 гг. как деревня Пожога Бабинской кромины волости Муромское сельцо Владимирского уезда Замосковного края Московского царства. Деревня принадлежала Степану Ивановичу Самарину.
Последней владелицей деревни перед отменой крепостного права была тайная советница Елизавета Васильевна Толстая.
После отмены крепостного права деревня вошла в состав Семёновской волости.
После Октябрьской революции 1917 года был образован Пожогский сельсовет в составе Лузгаринской волости Егорьевского уезда Рязанской губернии.
В 1926 году Пожогский сельсовет был упразднён, а деревня Пожога вошла в состав Маланьинского сельсовета, но уже в 1927 году Пожогский сельсовет был вновь восстановлен. В ходе реформы административно-территориального деления СССР в 1929 году Пожогский сельсовет был вновь упразднён, деревня Пожога передана Маланьинскому сельсовету, который вошёл в состав Дмитровского района Орехово-Зуевского округа Московской области. В 1930 году округа были упразднены, а Дмитровский район переименован в Коробовский.
20 августа 1939 года Маланьинский сельсовет передан из Коробовского района в Кривандинский район.
В 1954 году Маланьинский сельсовет был упразднён, деревня Пожога передана Семёновскому сельсовету.
В 1956 году Кривандинский район упразднён, Семёновский сельсовет вошёл в состав Шатурского района
В 1977 году деревня Пожога вошла в состав Дмитровского сельсовета.

## Население
| 1859 | 1868 | 1885 | 1905 | 1926 | 1970 |
| ---- | ---- | ---- | ---- | ---- | ---- |
| 155  | ↗168 | ↗238 | ↗339 | ↘268 | ↘82  |
| 1993 | 2002 | 2006 | 2010 | 2011 | 2013 |
| ↘20  | ↘8   | ↗10  | ↗11  | ↗14  | ↘12  |